# 진아의 벌레먹은 장미
"진아의 벌레먹은 장미"는 1982년 공개된 대한민국의 영화이다.

## 줄거리
가정이 불우했던 진아는 여고를 졸업한 뒤 술집에 여급이 되어 돈을 모은다. 진아에게는 4년전 돌아가신 어머니의 병원비를 내준 혜란이있었다. 진아는 혜란을 취직시켜 아파트에서 같이 산다. 진아는 자신의 꿈을 혜란을 통해 성취하려고 한다. 진아의 애인 석호가 잘못을 뉘우치고 찾아오는데 혜란도 석호를 사랑하게 된다. 이 사실을 안 진아는 혜란을 내보낸다. 석호는 다시 용서를 빌고 진아는 간신히 평온을 찾는다. 어느날 혜란의 유혹을 받고 나갔던 석호가 교통 사고를 당하자 진아는 분노하게 된다.

## 배역
- 정윤희: 진아 역
- 이영하: 석호 역
- 최수희: 혜란 역
- 박암: 민사장 역
- 문태선
- 양형호
- 임성포
- 안진수
- 장철
- 홍동은

## 스태프
- 각본: 이희우
- 촬영: 박성덕
- 조명: 김태성
- 편집: 현동춘
- 미술: 조경환
- 스틸: 김기흥
- 소품: 이상구
- 현상: 세방현상소
- 녹음: 김병수 (영화진흥공사)
- 효과: 김경일
- 편집: 현동춘
- 음악: 정민섭
- 조감독: 김충렬
- 제작부장: 박영대
- 촬영보: 박현철, 최정우, 박승호
- 조명보: 이광호, 정기한, 김장민
- 스크립터: 김승호
- 감독: 정회철
- 제작·배급: 삼영제작실